# Jaime Martí Miquel
Jaime Martí Miquel (1840-1910) fue un periodista y político español del siglo XIX, de pensamiento republicano. Ostentó el título de marqués de Benzú.

## Biografía
Nació en 1840 en Villajoyosa. Marqués de Benzú, estuvo afiliado en su juventud «a los partidos más avanzados». Redactó o dirigió publicaciones periódicas como La República Federal, La Discusión, El Pueblo, La Democracia, La Protesta, La Vanguardia, El Patriota, La Montaña y Las Regiones. También colaboró en La Flauta (Valencia), La Familia, La Lidia y La Correspondencia de España. Falleció en 1910.